# Bogdašići, Tivat
Bogdašići este un sat din comuna Tivat, Muntenegru. Conform datelor de la recensământul din 2003, localitatea are 48 de locuitori (la recensământul din 1991 erau 89 de locuitori).

## Demografie
În satul Bogdašići locuiesc 37 de persoane adulte, iar vârsta medie a populației este de 39,4 de ani (39,3 la bărbați și 39,5 la femei). În localitate sunt 16 gospodării, iar numărul mediu de membri în gospodărie este de 3,00.
Populația localității este foarte eterogenă.
|  |

| Demografie | Demografie | Demografie |
| An         | Locuitori  | Locuitori  |
| ---------- | ---------- | ---------- |
|            |            |            |
|            |            |            |
|            |            |            |
|            |            |            |
| 1948       | 327        |            |
| 1953       | 344        |            |
| 1961       | 227        |            |
| 1971       | 205        |            |
| 1981       | 140        |            |
| 1991       | 89         | 89         |
| 2003       | 53         | 48         |

| \| Componența etnică conform recensământului din 2003[2] \| Componența etnică conform recensământului din 2003[2] \| Componența etnică conform recensământului din 2003[2] \| Componența etnică conform recensământului din 2003[2] \| Componența etnică conform recensământului din 2003[2] \| \| ----------------------------------------------------- \| ----------------------------------------------------- \| ----------------------------------------------------- \| ----------------------------------------------------- \| ----------------------------------------------------- \| \| \| \| \| \| \| \| Croați \| Croați \| \| 28 \| 58,33% \| \| Muntenegreni \| Muntenegreni \| \| 10 \| 20,83% \| \| Sârbi \| Sârbi \| \| 6 \| 12,5% \| \| necunoscută \| necunoscută \| \| 0 \| 0% \| |              |  |    |        |
| Componența etnică conform recensământului din 2003 |              |  |    |        |
| |              |  |    |        |
| Croați | Croați       |  | 28 | 58,33% |
| Muntenegreni | Muntenegreni |  | 10 | 20,83% |
| Sârbi | Sârbi        |  | 6  | 12,5%  |
| necunoscută | necunoscută  |  | 0  | 0%     |